# لامپ پرتو ایکس
لامپ پرتو ایکس یک لامپ خلاء است که نیروی الکتریکی وارد شده را به پرتو ایکس تبدیل می‌کند. وجود چنین منبع قابل کنترلی از پرتو ایکس زمینه رادیوگرافی و تصویربرداری از اجسام تا حدی مات را ایجاد می‌کند. بر خلاف سایر پرتوهای یونیزه، پرتو ایکس تنها تا زمانی تولید می‌شود که انرژی الکتریکی به لامپ پرتو ایکس وارد شود. لامپ‌های پرتو ایکس همچنین در دستگاه‌های سی تی اسکن، اسکنر وسایل داخل چمدان در فرودگاه، تجزیه و تحلیل مواد و برای بازرسی‌های صنعتی استفاده می‌شود.
افزایش تقاضا برای سیستم‌های اسکن و آنژیوگرافی توموگرافی کامپیوتری با کارایی بالایی که داشت، باعث شد تا لامپ‌های پرتو ایکس در علم پزشکی توسعه یابند.

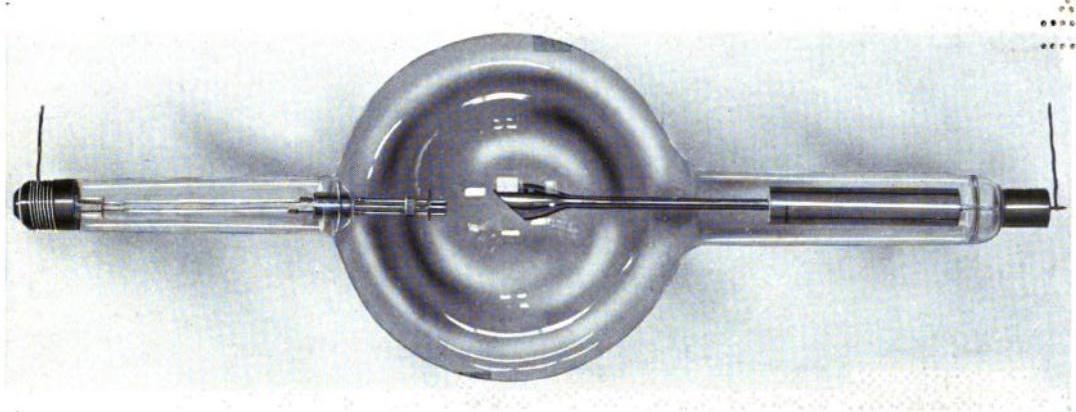
لامپ پرتو ایکس کولیج، سال ۱۹۱۷. کاتد گرم شده در سمت چپ می‌باشد و آند در سمت راست است. پرتو ایکس به سمت پایین گسیل می‌شود.

## تاریخچه
لامپ‌های پرتو ایکس از لامپ‌های آزمایشی کروکس تکامل یافته‌اند، پرتو ایکس برای اولین بار در ۸ نوامبر ۱۸۹۵ توسط فیزیکدان آلمانی ویلهلم کنراد رونتگن کشف شد. این نسل اول از کاتد سرد یا لامپ‌های پرتو ایکس کروکس تا سال ۱۹۲۰ مورد استفاده قرار می‌گرفت. ویلیام کولیج در سال ۱۹۱۳ تغییراتی را لامپ کروکس ایجاد کرد. لامپ کولیج که به آن لامپ کاتد گرم نیز می‌گویند، استفاده وسیعی در صنایع مختلف دارد.
تا اواخر دهه ۱۹۸۰ میلادی، ژنراتورهای پرتو ایکس صرفاً منبع تغذیه متغیر جریان متناوب به جریان مستقیم با ولتاژ بالا بودند. در اواخر دهه ۱۹۸۰ میلادی یک روش کنترلی متفاوت به نام تعویض با سرعت بالا، در حال ظهور بود. به دنبال این فناوری الکترونیکی تعویض جریان امکان کنترل دقیق تر پرتو ایکس را فراهم آورد و نتایج آزمایشات با دقت بیشتری به دست می‌آمد و در معرض پرتو ایکس قرار گرفتن را کاهش داد.

## فیزیک

طیف پرتوهای ایکس گسیل شده توسط یک لامپ پرتو ایکس با هدف رودیوم که در ۶۰ کیلو ولت کار می‌کند. منحنی صاف و پیوسته به دلیل برمستراستلونگ است و ضربه‌ها خطوط K مشخصه برای اتم‌های رودیوم هستند.

در هر لامپ خلاء، یک کاتد وجود دارد که الکترون‌ها را به داخل محیط خلاء می‌تاباند و یک آند الکترون‌ها را جمع‌آوری می‌کند، بنابراین جریان الکتریکی که به عنوان پرتو نیز شناخته می‌شود از داخل لامپ عبور می‌کند. منبع برقی با ولتاژ بالا، در حدود ۳۰ تا ۱۵۰ کیلو ولت به دو سر کاتد و آند لامپ، به منظور شتاب دادن به الکترون‌ها، متصل می‌شود که به آن ولتاژ لامپ نیز می‌گویند. در نظر داشته باشید که طیف پرتو ایکس به عوامل مختلفی همچون جنس آند و ولتاژ شتاب‌دهنده بستگی دارد.
الکترون‌های کاتد با ماده آند که معمولاً تنگستن، مولیبدن یا مس هستند برخورد می‌کنند و به دیگر الکترون‌ها، یون‌ها و هسته‌های درون ماده آند شتاب می‌دهند. حدود ۱ درصد از انرژی تولید شده، معمولاً عمود بر مسیر پرتو الکترونی، به صورت پرتو ایکس تابیده می‌شود و باقی انرژی به صورت گرما آزاد می‌شود. با گذشت زمان، تنگستن از هدف بر روی سطح داخلی شیشه، ته‌نشین می‌شود. این فرایند به آرامی لامپ را تیره می‌کند و کیفیت پرتو پرتو ایکس را کاهش می‌دهد. تنگستن تبخیر شده متراکم می‌شود و بنابراین به عنوان یک فیلتر اضافی عمل می‌کند و توانایی لامپ‌ها برای تابش گرما را کاهش می‌دهد. در نهایت، رسوب تنگستن ممکن است به اندازه کافی رسانا شود که در ولتاژهای بالا، قوس ایجاد کند. قوس ابتدا از کاتد به رسوب تنگستن و سپس به آند خواهد پرید. این قوس‌بندی باعث ایجاد اثری به نام «جلوگیری» در شیشه داخلی لامپ پرتو ایکس می‌شود. با گذشت زمان، لامپ حتی در ولتاژهای پایین نیز ناپایدار می‌باشد و نیاز به تعویض دارد. در این مرحله، لامپ شیشه‌ای از سیستم اصلی لامپ پرتو ایکس خارج می‌شود و با یک لامپ شیشه‌ای جدید جایگزین می‌شود. همچنین لامپ‌های قدیمی به شرکت مربوطه ارسال می‌شود و آن را با یک لامپ پرتو ایکس جدید جایگزین می‌کند.
اثر تولید فوتون پرتو ایکس به‌طور کلی تابش ترمزی نامیده می‌شود، یک انقباض برمسن در زبان آلمانی به معنی به ترمز، و استرالونگ معنی تابش می‌باشد.
محدوده انرژی فوتونیک گسیل شده توسط سیستم را می‌توان با تغییر ولتاژ اعمال شده و نصب فیلترهای آلومینیومی با ضخامت‌های مختلف تنظیم کرد. فیلترهای آلومینیومی در مسیر پرتو ایکس برای حذف تابش‌های «نرم» (غیر نافذ) نصب می‌شوند. تعداد فوتون‌های پرتو ایکس گسیل شده یا دوز، با کنترل جریان جاری و زمان نوردهی تنظیم می‌شود.

### گرما آزاد شده
گرما در نقطه کانونی آند تولید می‌شود. از آنجایی که کسری کوچک (کمتر یا مساوی ۱٪) از انرژی الکترون به پرتو ایکس تبدیل می‌شود، می‌توان آن را در محاسبات گرمایی نادیده گرفت. مقدار گرمای تولید شده (بر حسب ژول) در نقطه کانونی برابر است با:
{\displaystyle E_{\mathrm {heat} }=w\mathrm {V_{p}} \mathrm {I} \mathrm {t} }
{\displaystyle w} عامل شکل موج بودن
{\displaystyle \mathrm {V_{p}} } = اوج ولتاژ AC (بر حسب ولت)
{\displaystyle \mathrm {I} } = جریان لامپ (به میلی‌آمپر)
{\displaystyle \mathrm {t} } = زمان نوردهی (بر حسب ثانیه)
واحد حرارت (HU) در گذشته به عنوان جایگزین واحد ژول مورد استفاده قرار می‌گرفت. این واحد هنگامی که لامپ پرتو ایکس به یک منبع تغذیه تک فاز متصل شود، واحدی مناسب است. با یکسوسازی تمام موج یک موج سینوسی، {\textstyle \omega ={\frac {1}{\sqrt {2}}}\approx 0.707} ، بنابراین واحد حرارت:
1 HU = 0.707 J
1.4 HU = 1 J

## انواع

### لامپ کروکس (لامپ کاتد سرد)

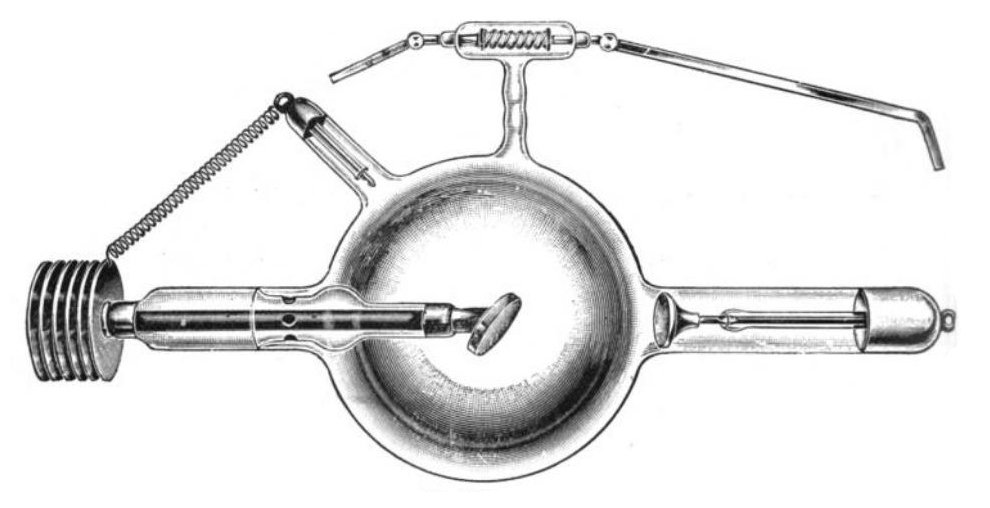
لامپ پرتو ایکس کروکس از اوایل دهه ۱۹۰۰. کاتد در سمت راست است، آند در مرکز با هیت سینک متصل در سمت چپ قرار دارد. الکترود در موقعیت ساعت ۱۰ آنتی کاتد است. دستگاه در بالا یک «نرم کننده» است که برای تنظیم فشار گاز استفاده می‌شود.

لامپ‌های کروکس الکترون‌های مورد نیاز برای ایجاد پرتوهای ایکس را با یونیزاسیون هوای باقی‌مانده به جای یک رشته گرم شده، در لامپ تولید می‌کنند، بنابراین هوای داخل لامپ تا حدی اما نه به‌طور کامل تخلیه می‌شود. این لامپ شامل یک لامپ شیشه ای با حدود ۶-۱۰ تا ۸-۱۰×۵  فشار اتمسفر از هوا (۰٫۱ تا ۰٫۰۰۵ پاسکال) است. آنها یک صفحه کاتد آلومینیومی دارند که در یک سر لامپ و یک هدف آند پلاتین در انتهای دیگر دارد. سطح آند به گونه ای زاویه دار می‌باشد که پرتو ایکس از کناره لامپ تابش کند. کاتد مقعر بود به طوری که الکترون‌ها روی یک نقطه کوچک (~۱ میلی‌متر) روی آند متمرکز شدند، تقریباً یک منبع نقطه‌ای از پرتو ایکس، که منجر به وجود آمدن تصاویر واضح‌تر می‌شود. این لامپ دارای یک الکترود سوم بوده، یک آنتی کاتد که به آند متصل است. این خروجی پرتو ایکس را بهبود بخشید، اما روشی که با آن به این امر دست یافته شد، مشخص نیست. چیدمانی رایج‌تر به گونه‌ای است که از آنتی‌کاتد صفحه مسی (از نظر ساختاری مشابه کاتد) در راستای آند استفاده می‌شود، به طوری که آند بین کاتد و آنتی کاتد قرار داشت.
برای عمل کردن، یک ولتاژ جریان مستقیم از چند کیلو ولت تا ۱۰۰ کیلو ولت بین آندها و کاتد اعمال می‌شود که معمولاً توسط یک سیم پیچ القایی یا برای لامپ‌های بزرگتر، یک ماشین الکترواستاتیک ایجاد می‌شود.
لامپ‌های کروکس غیرقابل اعتماد بودند. با گذشت زمان، هوای باقی مانده توسط دیواره‌های لامپ جذب می‌شد و فشار را کاهش می‌داد. این اتفاق باعث افزایش ولتاژ در لامپ شده و پرتو ایکس سخت‌تر تولید می‌شد تا اینکه در نهایت لامپ از کار می‌افتاد. برای جلوگیری از این امر، از دستگاه‌های 'نرم‌کننده' استفاده شد (تصویر را ببینید). یک لامپ کوچک متصل به کناره لامپ اصلی حاوی یک آستین میکا یا ماده شیمیایی است که هنگام گرم شدن مقدار کمی گاز آزاد کرده و فشار صحیح را بازیابی می‌کند.
پوشش شیشه‌ای لامپ در هنگام استفاده به دلیل پرتو‌ایکس که بر ساختار آن تأثیر می‌گذارد و سیاه می‌شود.

### لامپ کولیج (لامپ کاتد داغ)
- C: رشته/کاتد (-)
- A: آند (+)
- Win و Wout: ورودی و خروجی آب دستگاه خنک کننده

لامپ پنجره جانبی کولیج (طرح)

در لامپ کولیج، الکترون‌ها با اثر حرارتی از یک رشته تنگستن گرم شده توسط جریان الکتریکی، تولید می‌شوند. رشته‌ها از کاتد لامپ است. پتانسیل ولتاژ بالا بین کاتد و آند است، بنابراین الکترون‌ها شتاب می‌گیرند و سپس به آند برخورد می‌کنند.
دو طرح در این موضوع وجود دارد: لامپ‌های پنجره انتهایی و لامپ‌های پنجره جانبی. لامپ‌های پنجره انتهایی معمولاً دارای «هدف انتقال» هستند و به اندازه کافی نازک است تا به پرتو ایکس اجازه عبور از هدف را بدهد (پرتو‌های ایکس در همان جهتی که الکترون‌ها حرکت می‌کنند گسیل می‌شوند). در یک نوع پرکاربرد از لامپ‌های پنجره انتهایی، رشته در اطراف آند قرار دارد (حلقه‌ای یا حلقه‌ای شکل) و الکترون‌ها دارای یک مسیر منحنی (نیم‌دایره) هستند.
آنچه در مورد لامپ‌های پنجره جانبی خاص می‌باشد این است که از یک لنز الکترواستاتیک برای متمرکز کردن پرتو بر روی یک نقطه بسیار کوچک روی آند استفاده می‌شود. در حقیقت آند برای دفع گرما و سایش ناشی از این رگبار متمرکز الکترون‌ها طراحی شده‌است. آند دقیقاً در زاویه ۱ تا ۲۰ درجه عمود بر جریان الکترونی قرار دارد تا امکان خروج برخی از فوتون‌های پرتو ایکس را که عمود بر جهت جریان الکترونی گسیل می‌شوند را فراهم کند. آند معمولاً از تنگستن یا مولیبدن ساخته می‌شود. این لامپ دارای پنجره‌ای است که برای فرار فوتون‌های پرتو ایکس تولید شده، طراحی شده‌است.
قدرت یک لامپ کولیج معمولاً بین ۰٫۱ تا ۱۸ کیلو وات است.

### لامپ آند دوار
- A: آند
- C: کاتد
- T: آند هدف
- W: پنجره پرتوی ایکس

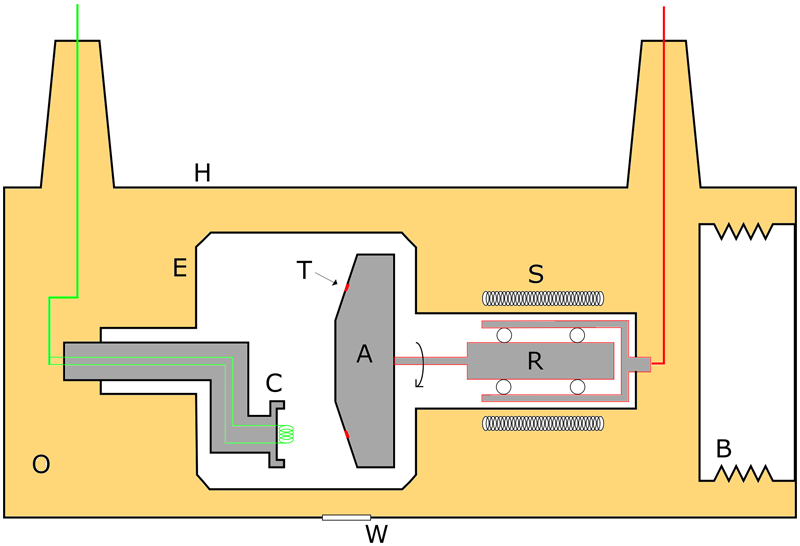
شماتیک لامپ آند دوار ساده شده

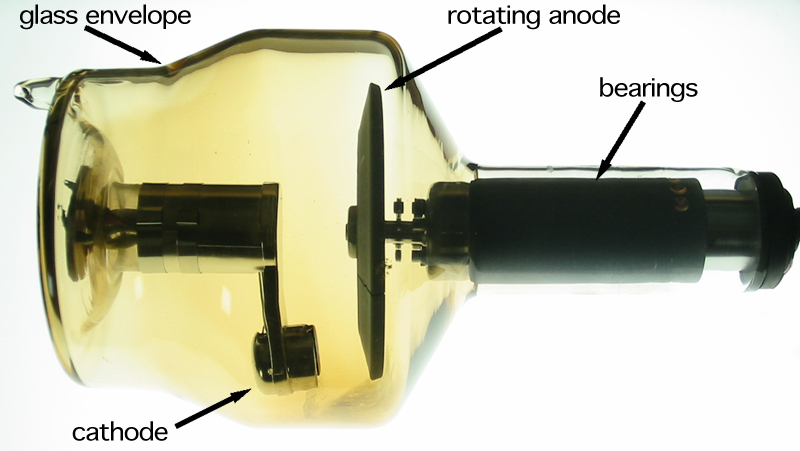
لامپ پرتو ایکس آند چرخان معمولی

مقدار قابل توجهی گرما در نقطه کانونی (منطقه‌ای که پرتوهای الکترونی که از کاتد می‌آیند به آن برخورد می‌کنند) یک آند ساکن تولید می‌شود. در عوض، یک آند چرخان به پرتو الکترونی اجازه می‌دهد تا ناحیه بزرگ‌تری از آند را جمع‌آوری کند، بنابراین، مزیت شدت بیشتر تابش‌های گسیل شده، همراه با کاهش آسیب به آند در مقایسه با حالت ساکن آن، از بین می‌رود.
دمای نقطه کانونی می‌تواند به ۲٬۵۰۰ درجه سلسیوس (۴٬۵۳۰ درجه فارنهایت) در طول یک نوردهی برسد و مجموعه آند می‌تواند به ۱٬۰۰۰ درجه سلسیوس (۱٬۸۳۰ درجه فارنهایت) به دنبال یک سری از نوردهی‌های بزرگ برسد. آندهای معمولی یک هدف تنگستن-رنیم بر روی یک هسته مولیبدن هستند که با گرافیت پشتیبان آن هستند. رنیم باعث انعطاف‌پذیری تنگستن و مقاومت در برابر سایش ناشی از برخورد پرتوهای الکترونی می‌شود. مولیبدن گرما را از هدف هدایت می‌کند. گرافیت ذخیره حرارتی را برای آند فراهم می‌کند و جرم دوار آند را به حداقل می‌رساند.

### لامپ پرتو ایکس میکروفوکوس
برخی از آزمایشات پرتو ایکس (مانند آزمایش‌های غیرمخرب و میکروتوموگرافی سه بعدی) به تصاویر با وضوح بسیار بالا نیاز دارند و بنابراین به لامپ‌های پرتو ایکس نیاز دارند که بتوانند اندازه‌های کانونی بسیار کوچک، معمولاً با قطر زیر ۵۰ میکرومتر را ایجاد کنند. این لامپ‌ها را لامپ‌های میکروفوکوس پرتو ایکس می‌نامند.
دو نوع اصلی لامپ‌های پرتو ایکس میکروفوکوس وجود دارد: لامپ‌های آند جامد و لامپ‌های آند جت فلزی.
لامپ‌های پرتو ایکس آند جامد میکروفوکوس در اصل بسیار شبیه به لامپ کولیج هستند، اما با این تمایز مهم که دقت شده‌است تا بتوان پرتو الکترونی را در نقطه‌ای بسیار کوچک روی آند متمرکز کرد. بسیاری از منابع میکروفوکوس پرتو ایکس با نقاط فوکوس در محدوده ۵ تا ۲۰ میکرومتر کار می‌کنند. اما در موارد بسیاری نقاط کوچکتر از ۱ میکرومتر ممکن است تولید شود.
نقطه ضعف اصلی لامپ‌های پرتو ایکس آند جامد میکروفوکوس، قدرت بسیار کم آنهاست. برای جلوگیری از ذوب شدن آند، چگالی توان پرتو الکترون باید کمتر از مقدار حداکثر باشد. این مقدار بسته به ماده آند در محدوده ۰٫۴ تا ۰٫۸ W/μm است. این بدان معنی است که یک منبع میکروفوکوس آند جامد با ۱۰ میکرومتر فوکوس پرتوالکترونی می‌تواند با توانی در محدوده ۴ تا ۸ وات کار کند.
در لامپ‌های پرتو ایکس میکروفوکوس فلز جت آند، آند فلز جامد با جت فلز مایع جایگزین می‌شود که به عنوان هدف پرتو الکترونی عمل می‌کند. مزیت آند فلزی جت این است که حداکثر چگالی توان پرتو الکترون به‌طور قابل توجهی افزایش می‌یابد. مقادیر در محدوده ۳ تا ۶ W/μm برای مواد آند مختلف (گالیوم و قلع) گزارش شده‌است. در مورد فوکوس پرتو الکترونی ۱۰ میکرومتر، منبع پرتوایکس میکروفوکوس آند فلزی جت ممکن است در محدوده ۳۰ تا ۶۰ وات کار کند.
مزیت اصلی افزایش سطح چگالی توان برای لامپ پرتو ایکس جت فلزی، امکان کارکردن با یک نقطه کانونی کوچکتر مثلاً حدود ۵ میکرومتر است، برای افزایش وضوح تصویر و در عین حال گرفتن سریعتر تصویر، زیرا قدرت بالاتر (۱۵–۳۰ وات) نسبت به لامپ‌های آند جامد با نقاط کانونی ۱۰ میکرومتر است.

## خطرات تولید پرتو ایکس از لامپ‌های خلاء

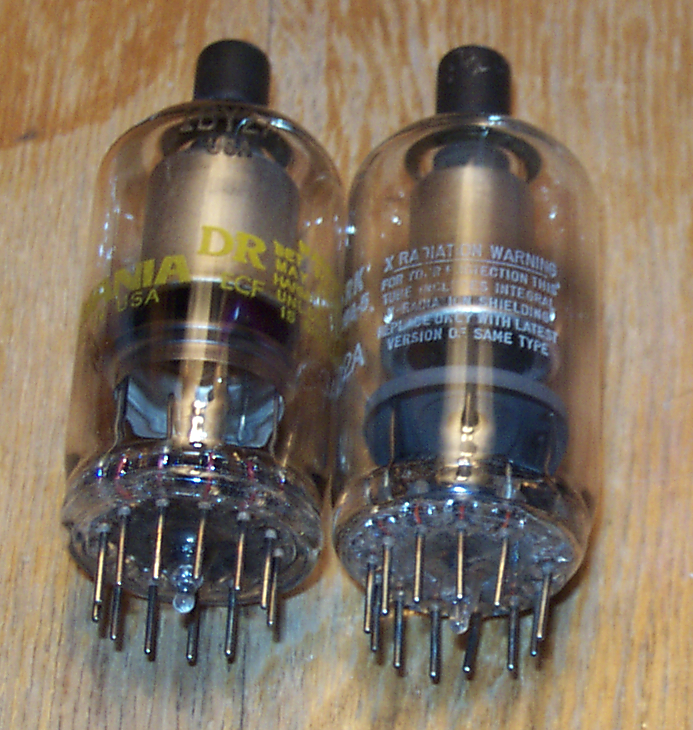
دو لامپ یکسوساز ولتاژ بالا که قادر به تولید پرتو ایکس هستند

هر لامپ خلاء که با چندین هزار ولت یا بیشتر کار می‌کند می‌تواند پرتو ایکس را به عنوان یک محصول جانبی ناخواسته تولید کند بنابراین باید مسائل ایمنی را افزایش داد. هر چه ولتاژ بالاتر باشد، تشعشع حاصله نفوذ بیشتری دارد و خطر بیشتری دارد. نمایشگرهای CRT که زمانی در تلویزیون‌های رنگی و نمایشگرهای رایانه رایج بودند، بسته به اندازه ۳–۴۰ کیلوات که آنها را به نگرانی اصلی در میان لوازم خانگی تبدیل می‌کرد. از لحاظ تاریخی، نگرانی کمتر بر روی لامپ پرتو کاتدی متمرکز شده‌است، زیرا پوشش شیشه ای ضخیم آن به چندین پوند سرب برای محافظت آغشته شده‌است نسبت به یکسوسازهای ولتاژ بالا (HV) و لامپ‌های تثبیت‌کننده ولتاژ در تلویزیون‌های قبلی. در اواخر دهه ۱۹۶۰ مشخص شد که نقص در مدار تغذیه HV برخی از تلویزیون‌های جنرال الکتریک می‌تواند ولتاژ بیش از حد بر روی لامپ تثبیت‌کننده ایجادکند و باعث انتشار پرتو ایکس شود. مدل‌ها فراخوان شدند و رسوایی متعاقب آن باعث شد آژانس آمریکایی مسئول تنظیم این خطر و مرکز دستگاه‌ها و سلامت رادیولوژیک سازمان غذا و دارو (FDA)، از تمامی شرکت‌های تولیدکننده تلویزیون بخواهد مدارهایی برای جلوگیری از ولتاژ بیش از حد بر روی تلویزیون‌ها نصب کنند. خطر مرتبط با ولتاژ بیش از حد با ظهور تلویزیون‌های تمام حالت جامد که هیچ لامپ ای به جز سی‌آرتی ندارند، از بین رفت. از سال ۱۹۶۹، FDA تابش پرتو ایکس تلویزیون را به ۰٫۵ میلی‌رونتگن در ساعت محدود کرده‌است. تغییر فناوری صفحات نمایش از سی‌آرتی به سایر فناوری‌های صفحه نمایش که در دهه ۱۹۹۰ شروع شد، باعث شد تا در هیچ لامپ خلاء انتشار پرتو ایکس درتلویزیون‌ها وجود نداشته باشد.

## اختراعات ثبت شده
- کولیج، U.S. Patent ۱٬۲۱۱٬۰۹۲، " لامپ پرتو ایکس "
- لانگمویر، U.S. Patent ۱٬۲۵۱٬۳۸۸، " روش و دستگاه برای کنترل لامپ‌های پرتو ایکس"
- کولیج، U.S. Patent ۱٬۹۱۷٬۰۹۹, " لامپ پرتو ایکس "
- کولیج، U.S. Patent ۱٬۹۴۶٬۳۱۲، "لامپ پرتو ایکس "